# Borneói kitta
A borneói kitta (Cissa jefferyi) a madarak osztályának verébalakúak (Passeriformes) rendjébe, a varjúfélék (Corvidae) családjába tartozó faj.
Magyar neve forrással, nincs megerősítve.

## Rendszerezése
A fajt Richard Bowdler Sharpe angol zoológus és ornitológus írta le 1888-ban. Sorolták a rövidfarkú kitta (Cissa thalassina) alfajaként Cissa thalassina jeffreyi néven is.

## Előfordulása
Délkelet-Ázsiában, Borneó szigetén, Indonézia és Malajzia területén honos. Természetes élőhelyei a szubtrópusi vagy trópusi síkvidéki és hegyi esőerdők. Állandó, nem vonuló faj.

## Megjelenése
Testhossza 35 centiméter.
|  |

## Természetvédelmi helyzete
Az elterjedési területe nagyon nagy, egyedszáma ugyan csökken, de még nem éri el a kritikus szintet. A Természetvédelmi Világszövetség Vörös listáján nem fenyegetett fajként szerepel.